# 刘遂凝
刘遂凝（？—10世纪），后梁名将刘长子，刘遂膺、刘遂雍的兄长。《旧五代史》有传，但失传，故其事迹仅散见于其他记载。

## 生平
后唐建立后，刘遂凝效力后唐，被任命为刺史，曾为成德军节度使李嗣源参佐。李嗣源登基为后唐明宗后，于长兴三年（932年）赏赐昔日在藩镇时的参佐们，刘遂凝以右卫将军加检校户部尚书。四年（933年），定难节度使李仁福去世，其子李彝超自立，请求旄节（节度使符节），明宗遣安从进代之，李彝超拒不接受。明宗出兵攻打，很久都不能攻克。时任隰州刺史的刘遂凝驰驿入朝觐见，秘密提议说自己治所地近绥、银二州，二州有约五千户汉人，听闻朝廷攻讨夏州，都藏窜于山中险地；请求除、授二州刺史再各给二三百人为衙队令其到郡招抚，可不战而得此二州。明宗问左右此计如何。刘妾王氏有美色，在刘死后入明宗宫中为王淑妃，明宗晚年，王淑妃掌权，刘二子刘遂凝、刘遂雍都蒙受恩宠，所言无不被采纳，大臣因王淑妃之故，多不敢相争。但枢密使范延光反对此举，认为绥、银户民反复多端，一旦夏州已破，则绥、银不在话下；若不破夏州，即使得绥、银也不能守。刘遂凝良久不能回答，又奏：“臣听闻李仁福有二子，李彝超是次子，如果以李仁福长子李彝殷为夏州留后，诏征李彝超赴阙，则诸蕃归心。臣请求亲率百骑入夏州说服李彝超出降。”范延光知道不行，却担心有王淑妃支持的刘遂凝对自己怀怨，没有继续说。次日明宗又问范延光刘遂凝的计划是否可行，范延光说：刘遂凝的计划不可行，难保对方不扣留使者，一个刘遂凝万一失去了并不可惜，但朝廷大体会因此收到损害，所以不赞成刘遂凝此行，于是作罢。
清泰三年（936年）九月，明宗养子末帝李从珂亲征叛乱的明宗女婿河东节度使石敬瑭，到河阳。刘遂凝时任泽州刺史，秘密勾结石敬瑭，上表称车驾不可越过太行山。
同年石敬瑭建立后晋，李从珂自杀。十二月，石敬瑭任刘遂凝为镇国军节度使。刘遂凝曾数次送礼给道士郑遨，郑遨都不接受。刘遂凝征辟薛居正为从事。刘遂凝的堂兄刘遂清判三司，奏署薛居正为盐铁判官。后晋天福三年（938年）十月，张彦泽受任为镇国军节度使，可见此时刘遂凝已不在任。四年（939年）四月，刘遂凝改任右龙武统军。七年（942年）十二月，改任左骁卫上将军。
辽会同十年（947年）二月，辽灭后晋，王淑妃去见辽太宗，太宗呼她为嫂；刘遂凝通过王淑妃向辽太宗请求节钺，辽太宗以刘遂凝为安远军节度使。同年，晋河东节度使刘知远起兵反辽，任杨承信为安远军节度使。
后汉乾祐三年（950年）二月，改任左武卫上将军。
后周广顺元年（951年）二月，改任左神武统军。

## 家族
刘先后娶郑国夫人和许国夫人天水姜氏，未详其中是否有刘遂凝的生母。
刘遂凝先后娶寇彦卿女、张全义女、天水赵氏。